# Atlanta United Football Club
El Atlanta United Football Club o simplemente Atlanta United F. C., es un club de fútbol, perteneciente a la ciudad de Atlanta, Georgia, Estados Unidos. Fue fundado en 2014 y participa en la Conferencia Este de la Major League Soccer desde 2017, la liga más importante del país.

## Historia

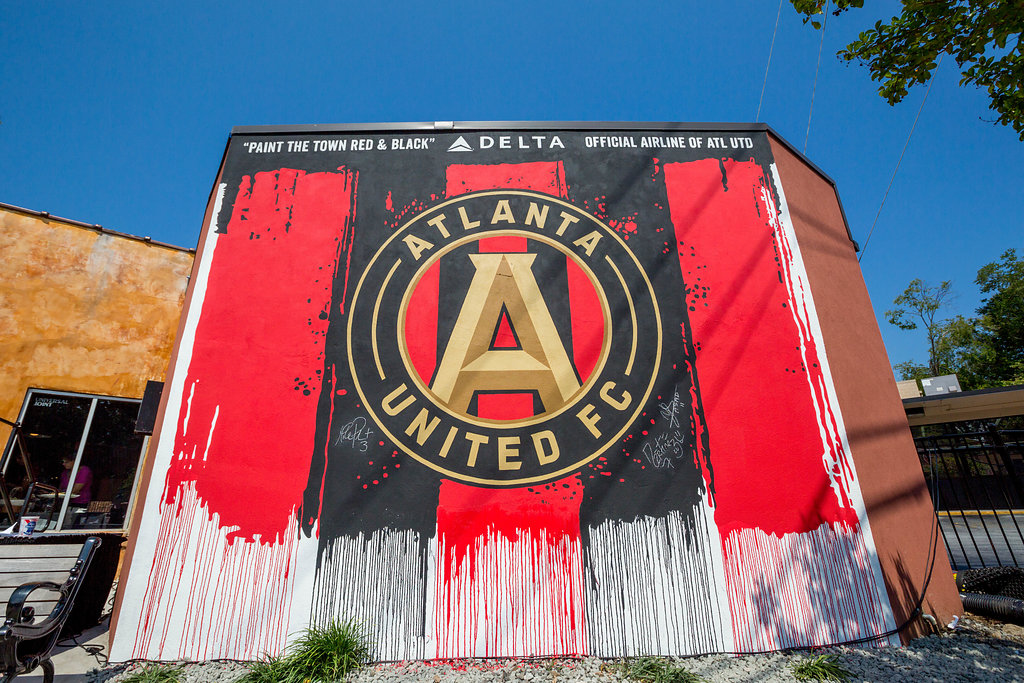
Mural con el escudo y los colores del club

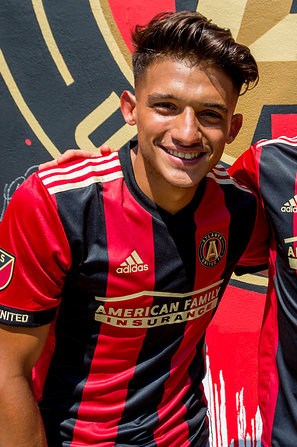
Yamil Asad, marcó el primer gol oficial del conjunto de Atlanta.

Jugó su primer partido contra el club amateur de la National Premier Soccer League (cuarta división del fútbol estadounidense) Chattanooga FC, ganando por 4-0 ante aproximadamente 12.000 aficionados el 11 de febrero de 2017 como parte de su pretemporada para encarar el torneo 2017 de la MLS. El partido se llevó a cabo en el Finley Stadium de Chattanooga, Tennessee. El primer gol lo hizo el argentino Héctor Villalba. En su segundo partido en la historia formó parte del torneo amistoso Carolina Challenge Cup 2017 y fue una derrota por 2-1 contra el Columbus Crew. Posteriormente logró su segunda victoria en la historia, primera en dicho torneo, en una nueva goleada contra el Seattle Sounders por 4 goles a 2.

### Primera temporada 2017

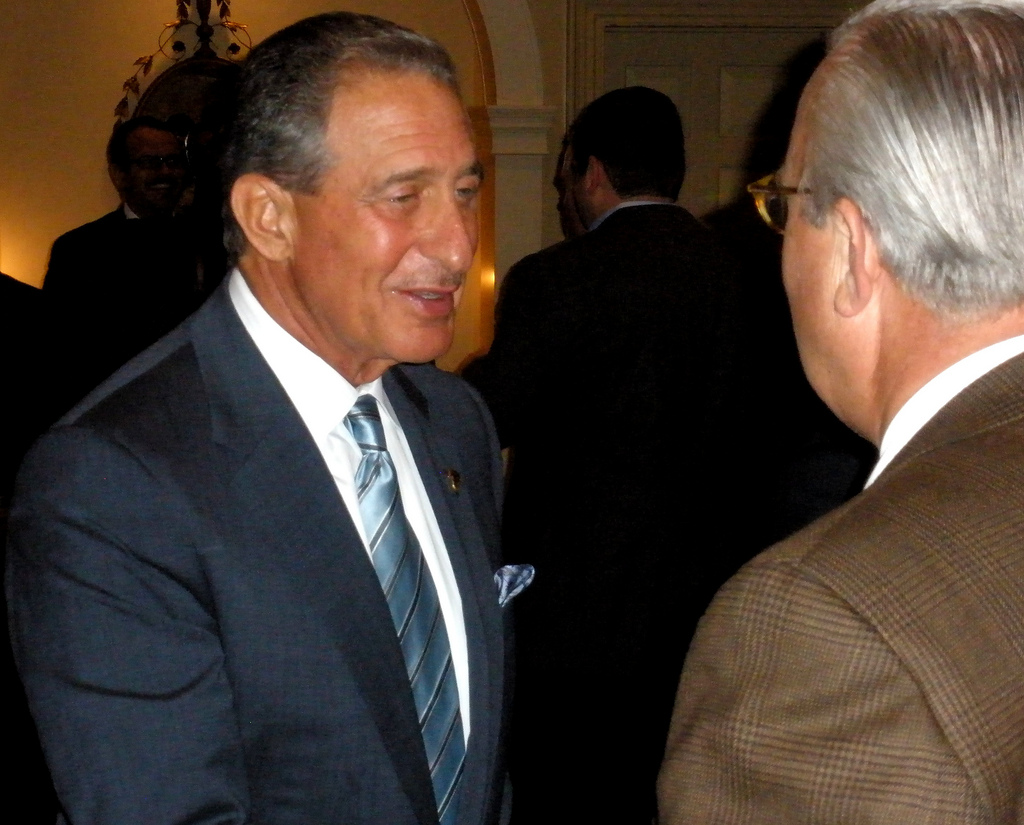
Arthur Blank, propietario de la institución.

El 5 de marzo de 2017 el equipo debutó en la MLS frente al New York Red Bulls perdiendo por 1-2 haciendo de local en el estadio universitario de Georgia Tech en un aforo de 55.297 espectadores, Yamil Asad marcó el primer gol oficial del club en la competición MLS, en ese mismo partido, Carlos Carmona fue el primer jugador expulsado del club en un juego oficial de la franquicia, y Daniel Royer fue el primero en marcar un gol en contra del equipo de Georgia. Su primer partido de visitante resultó ser un encuentro histórico contra el nuevo equipo de expansión Minnesota United el 12 de marzo, que terminó 6-1, primer partido denominado como primera goleada de la institución, donde Josef Martínez marcó el primer hat-trick en la historia del club, y un poco antes, Miguel Almirón marcó el primer doblete oficial en la historia del equipo. Su primera victoria como local, fue una goleada por 4-0 el 18 de marzo contra el Chicago Fire con doblete de Josef Martínez, primer partido en el cual logró mantener su arco en 0. El primer empate oficial del club ocurrió el 31 de marzo de visitante contra el Seattle Sounders FC por 0-0. En el primer mes del equipo, el mes de marzo, Josef Martínez fue condecorado como el jugador del mes de la MLS. Gregg Garza y Miguel Almirón fueron votados para participar en el Juego de las Estrellas de la MLS contra el Real Madrid, mientras que Michael Parkhurst, el primer capitán en la historia de la franquicia, fue incluido en la lista por el entrenador Veljko Paunović.
El club fue eliminado por primera vez en la competición Lamar Hunt U.S. Open Cup en los octavos de final el 28 de junio de 2017 contra el Miami Football Club que milita en la North American Soccer League por 3-2. Bobby Boswell se convirtió en el primer fichaje del club a mitad de temporada, a través de un cambio con el D.C. United. El debut en el Mercedes-Benz Stadium ocurriría el 10 de septiembre de 2017, con un aforo de 45.314 espectadores, el conjunto del sur logró la victoria por 3-0 ante el FC Dallas, siendo Leandro González Pirez el primero en marcar en dicho estadio. El segundo partido en tal estadio, el equipo logró una victoria histórica por 7-0 ante el New England Revolution, empatando el segundo mejor resultado en la historia de la MLS, en el cual Josef Martínez logró su segundo triplete de la temporada. Se clasificaron a la postemporada de la MLS en la fecha 30 al ganar 3-0 de local ante el Philadelphia Union. Finalizaron la temporada regular en el cuarto lugar de la conferencia este. El 26 de octubre, debutarían en los playoffs con un empate 0-0 ante el Columbus Crew jugando de local, donde quedarían eliminados en ronda de penales por 3-1.

### Segunda temporada 2018
El 9 de enero de 2018, se anunció la creación de un equipo filial, denominado como Atlanta United 2, el cual competirá en la USL. Se oficializó el 19 de enero la contratación de Ezequiel Barco, proveniente de Independiente por 15 millones de dólares, la transferencia más costosa en la historia de la MLS. La temporada oficial comenzaría con altibajos, primero siendo derrotados en una goleada por 4-0 ante el Houston Dynamo, y con la lesión del recién llegado Barco, pero volviendo a la victoria en el debut en casa, ganando 3-1 ante el D.C. United, volviendo a romper el récord de espectadores en un partido de la MLS, llegando a las 72 035 personas. El 2 de junio, Josef Martínez conseguiría su quinto triplete en la MLS, igualando el récord de la liga en menos de dos años. El 20 de junio, volverían a ser eliminados de la U.S. Open Cup en octavos de final por segundo año consecutivo, con una derrota 0-1 ante el Chicago Fire, partido en el cual se lograría el récord de asistencia en dicha competición, con 41.012 espectadores. Se confirmó la participación de 5 jugadores del club, Josef Martínez, Miguel Almirón, Ezequiel Barco, Michael Parkhurst y Brad Guzan, y del técnico Gerardo Martino en el Juego de las Estrellas de la MLS contra la Juventus. Josef Martínez rompería el récord de máximo goleador en una temporada alcanzando la cifra de 31 goles en la temporada regular, y marcaría 4 goles más en la fase de playoffs, logrando llevarse el premio al Jugador Más Valioso del 2018. A pesar de perder el último partido de la temporada regular ante el Toronto FC, quedando con el segundo lugar de la conferencia Este, se consagró Campeón de la conferencia Este derrotando a los dos equipos de Nueva York, y finalmente, se consagraría con su primera MLS Cup, al ganar 2-0 ante el Portland Timbers frente a 73.019 espectadores con goles de Josef Martínez y Franco Escobar. Al terminar el partido el entrenador Gerardo Martino anunció que no renovaría con el plantel para la siguiente temporada.

### Tercera temporada 2019
Se anunció el 23 de diciembre del 2018 que el holandés Frank de Boer sería el nuevo entrenador del conjunto estadounidense. Atlanta United debutó a nivel internacional esta temporada jugando la Liga de Campeones de la Concacaf 2019, eliminó al Herediano de Costa Rica en octavos de final por 5 a 3 en el global, pero fue eliminado por el Monterrey mexicano en cuartos de final tras perder 3-0 en la ida y ganar 1-0 en la vuelva de local.

## Símbolos

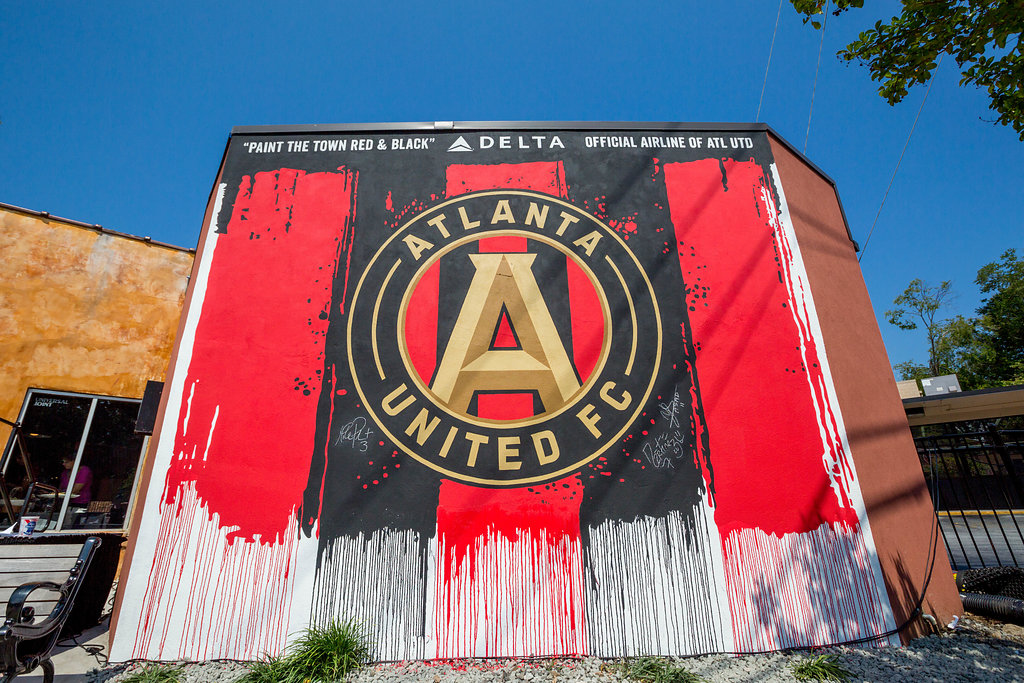
Un mural del Atlanta United situado en Atlanta, Georgia.

### Escudo
El nombre, el escudo y los colores del equipo se dieron a conocer el 7 de julio de 2015. El escudo presenta un círculo que recuerda el sello de la ciudad y la herencia olímpica con una «"A"» en dorado en el centro del círculo. Detrás de la "A" hay cinco franjas rojas y negras que representan los cinco pilares del equipo: unidad, determinación, comunidad, excelencia e innovación. Los colores oficiales del Atlanta son el negro (por fuerza y potencia), rojo (o «"Victory Red"», como lo llama el equipo, por orgullo y pasión) y dorado (por un compromiso con la excelencia). El equipo se ha convertido de manera no oficial como «"Los Cinco Rayas"» basadas en las cinco rayas en los uniformes inaugurales del equipo.

## Indumentaria
|  | Para un completo desarrollo véase Historia del uniforme del Atlanta United FC |

- Uniforme titular: Camiseta roja con franjas negras y detalles en dorado, pantaloneta negra y medias rojas o negras.
- Uniforme alternativo: Camiseta blanca con detalles anaranjados, pantaloneta blanca y medias blancas.

| Primero | (Ver evolución) | Actual |

### Proveedores y patrocinadores
| Período       | Proveedor | Patrocinador (pecho)      | Rama               | Patrocinador (manga) | Rama                  |
| ------------- | --------- | ------------------------- | ------------------ | -------------------- | --------------------- |
| 2016          | Adidas    | American Family Insurance | Seguros y finanzas | Ninguno              | Ninguno               |
| 2017–2020     | Adidas    | American Family Insurance | Seguros y finanzas | Ninguno              | Ninguno               |
| 2020–presente | Adidas    | American Family Insurance | Seguros y finanzas | Piedmont             | General               |
| 2020–presente | Adidas    | American Family Insurance | Seguros y finanzas | Truist Financial     | Servicios financieros |

El 12 de julio de 2016, el equipo anunció a American Family Insurance como su patrocinador principal de la camiseta del primer equipo. Los términos y la duración del contrato no fueron revelados. Truist es el patrocinador oficial del uniforme a nivel de academia juvenil. El 4 de febrero de 2020, el club anunció que había ampliado su asociación con el proveedor de atención médica local Piedmont Healthcare. Como parte de la expansión de la asociación, Piedmont se convirtió en el patrocinador principal del primer equipo y el patrocinador principal del equipo de reserva. Además, el equipo anunció a Truist Financial y NAPA como patrocinadores en la manga.

## Instalaciones

### Estadio

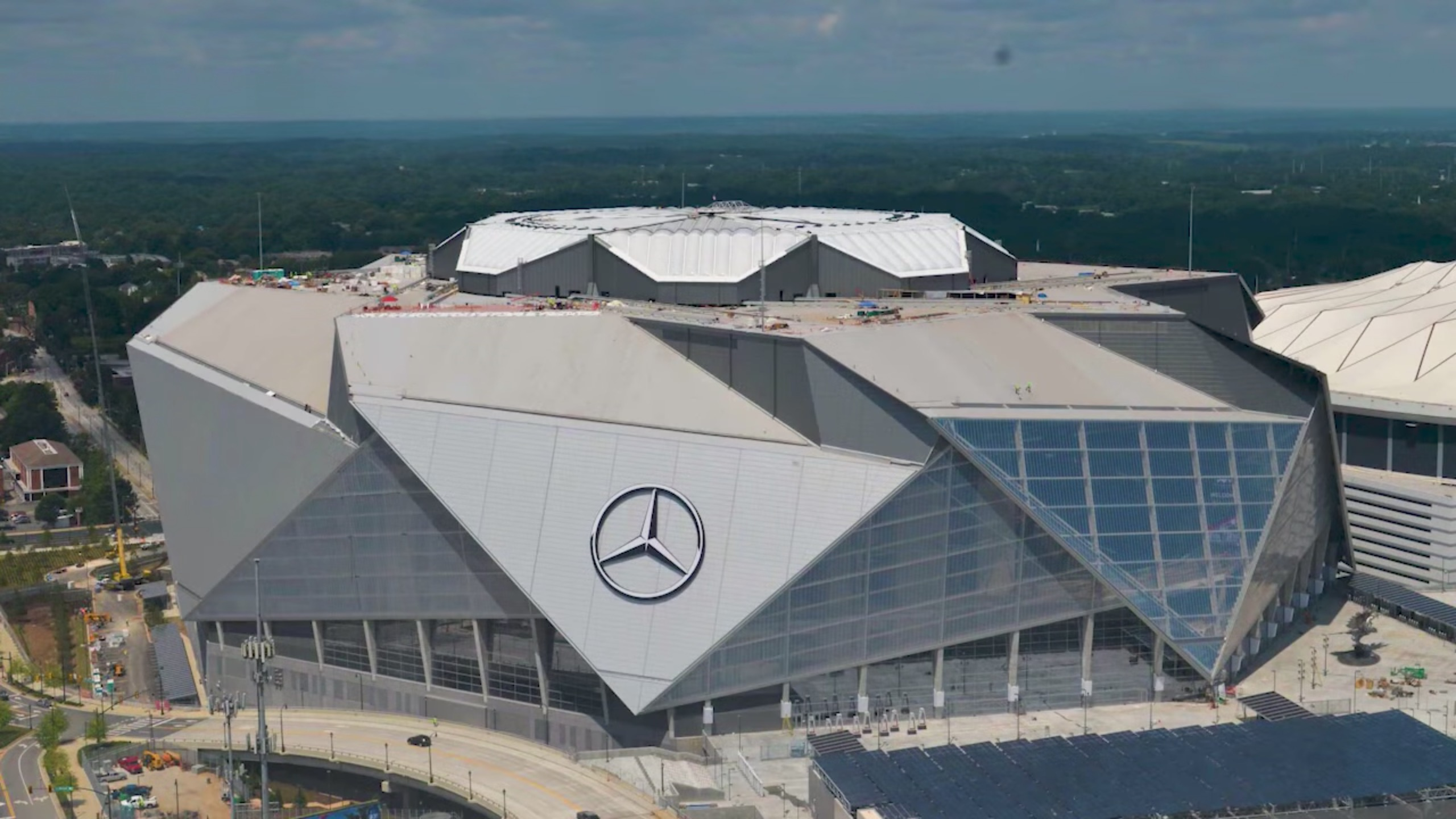
Vista exterior del Mercedes-Benz Stadium.

El estadio del club es el Mercedes-Benz Stadium, con un aforo de 42.500 espectadores, de una capacidad expandible hasta los 72.000 espectadores, de pie al menos 73.019 espectadores. Es compartido con el equipo de fútbol americano de la misma ciudad Atlanta Falcons, los cuales cuentan con el mismo dueño, Arthur Blank. Las medidas del campo de juego son de 105 m por 69 m y es de grama artificial. La construcción del estadio comenzó el 19 de mayo de 2014.
Debido a ciertos retrasos en la construcción, se jugó de local los primeros 9 partidos en la primera temporada del 2017 en el Bobby Dodd Stadium de la universidad de Georgia Tech. El debut oficial contó con un aforo de 55.297 espectadores, y se mantuvo como el partido con más espectadores en toda la temporada de la MLS hasta septiembre. Debido a renovaciones dentro del estadio universitario se redujo el aforo para los siguientes partidos, sin embargo, fue el equipo con la media de espectadores más alta por juego del 2017, siendo la media más alta en la historia de la Major League Soccer, con un promedio de 48.200 espectadores, al mismo tiempo, rompiendo el récord del acumulativo más alto en la historia de la liga, con 819.404 espectadores.

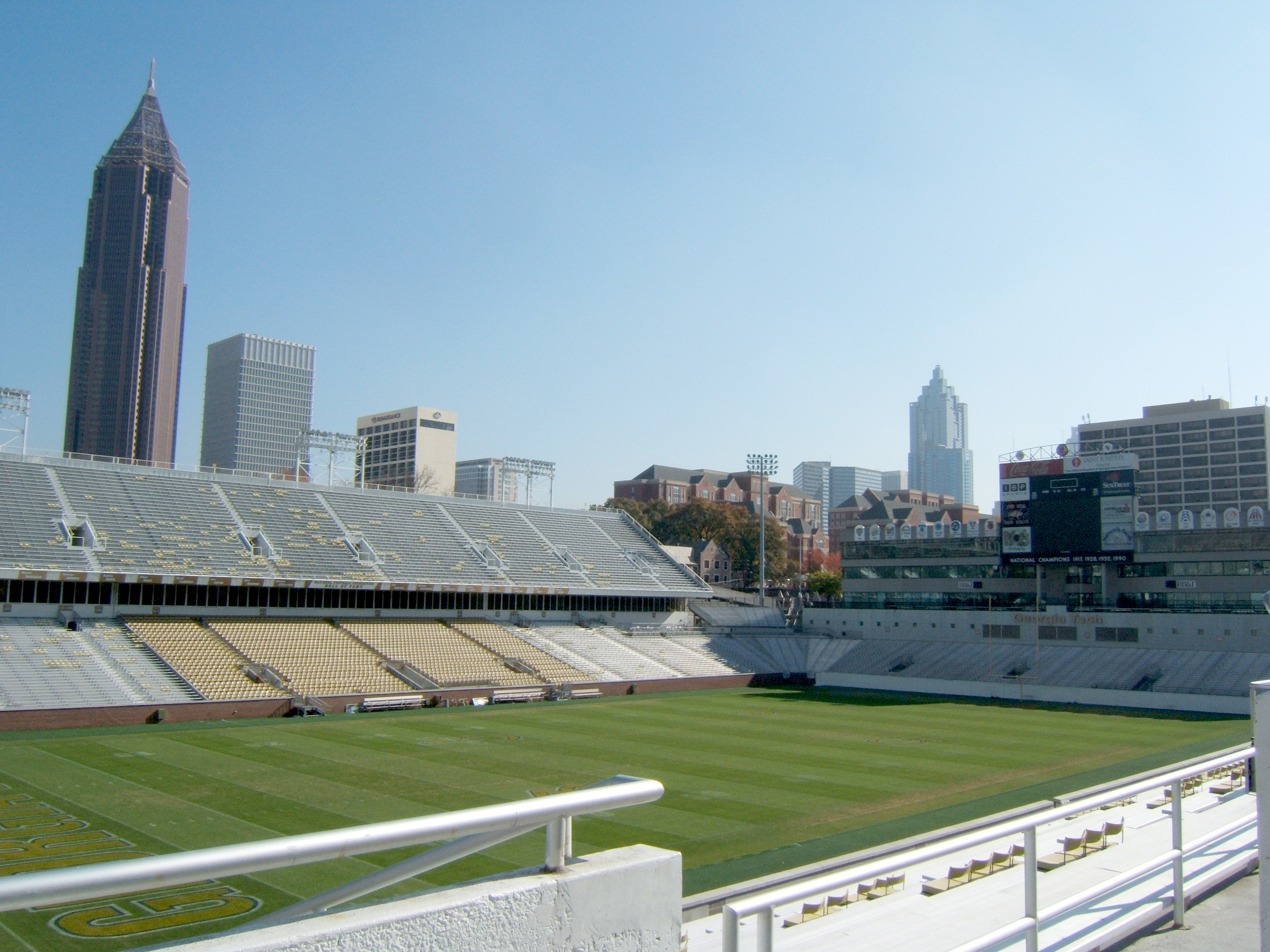
Estadio Bobby Dodd, donde se jugó el primer partido oficial del equipo.

El debut en el nuevo estadio fue el 10 de septiembre de 2017, con victoria del equipo local por 3-0 ante el FC Dallas. Leandro González Pirez fue el primero en marcar un tanto a los 14 minutos del primer tiempo. Unos días después, el 17 de septiembre, sobrepasó el récord de espectadores en un partido único de la MLS contra el Orlando City, con 70.425 espectadores, el cual finalizó en un empate 3-3, siendo el primer empate oficial en dicho estadio. La primera derrota oficial ocurriría el 3 de octubre de ese mismo año, perdiendo 3-2 con sendos goles en el tiempo suplementario ante el Minnesota United. El 22 octubre, Atlanta empataría 2-2 con Toronto FC ante 71.874 espectadores, superando su propio récord de convocatoria. Rompería otro récord de espectadores ese mismo año, esa vez en su primer de pos-temporada del club ante el Columbus Crew, con una cifra de 67.221, al ser la cantidad más alta en dicha instancia.

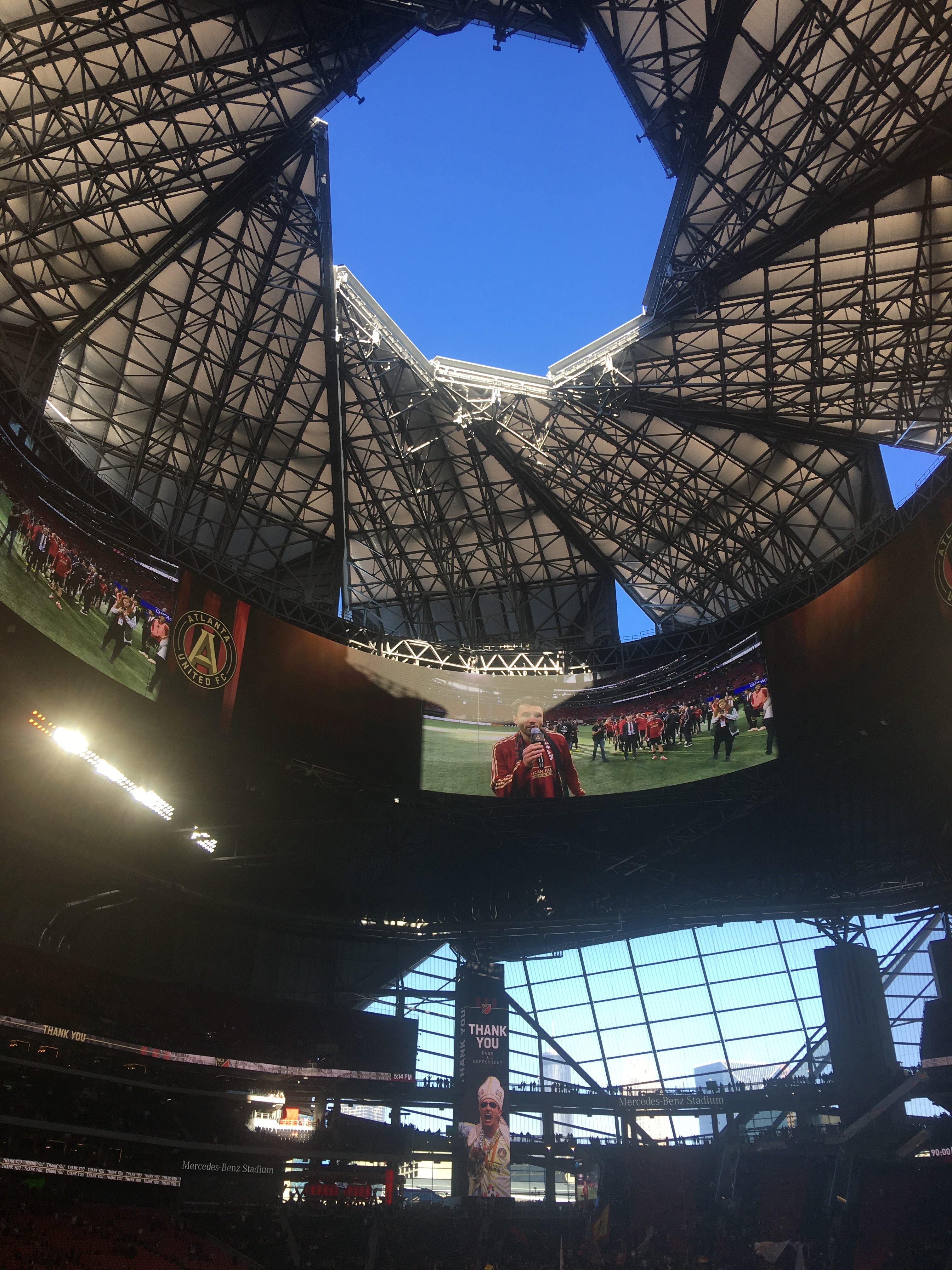
Vista interior del Mercedes-Benz Stadium.

El Juego de las Estrellas de la MLS del 2018 se jugó en la sede del equipo, el Mercedes-Benz Stadium, contra la Juventus de Italia, el partido con gol del venezolano Josef Martínez culminaría 1-1 en tanda de penales a favor del conjunto de Turín. El debut en casa en la temporada 2018 volvería a romper el récord, superando a todas las cifras de espectadores del año anterior que al mismo tiempo sería superada en la Final de la MLS Cup del mismo año, donde el equipo se consagró campeón frente a 73.019 espectadores, rompiendo otra vez el récord histórico de asistencia en un partido de la MLS.

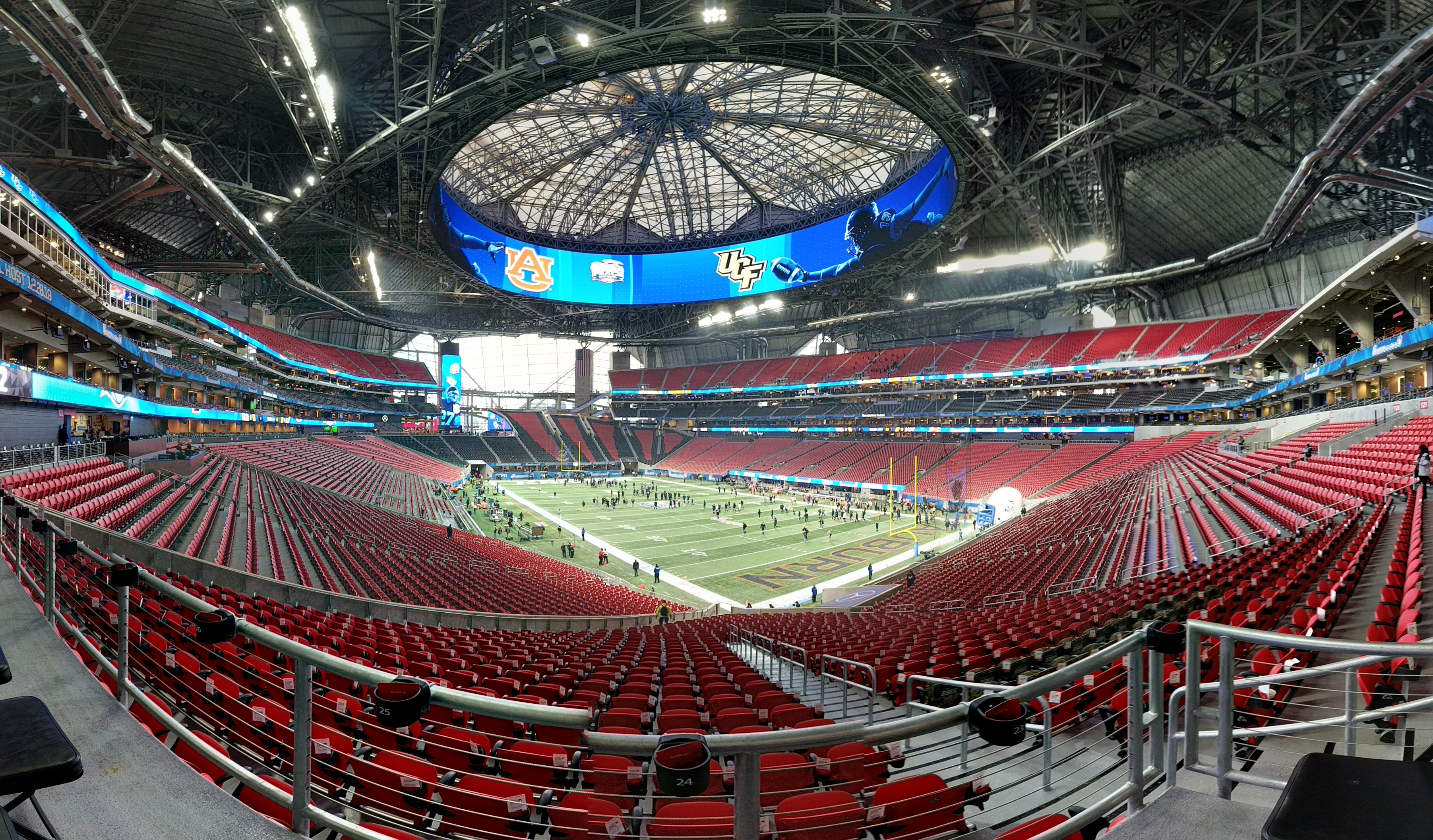
Vista panorámica del Mercedes-Benz Stadium.

El primer juego de la U.S. Open Cup del 2018 se llevó a cabo en el Fifth Third Bank Stadium, estadio de la Universidad Estatal de Kennesaw, ante 9742 espectadores, terminó con una victoria del equipo local 3-0 ante el Charleston Battery. Dicho estadio albergará el primer encuentro del equipo de Georgia en la competición Liga de Campeones de la Concacaf ante el Herediano de Costa Rica. Además, será el estadio del segundo equipo para la temporada del 2019.

### Asistencias más altas
| Lugar | Estadio               | Fecha                    | Rival            | Resultado | Semana | Espectadores |
| ----- | --------------------- | ------------------------ | ---------------- | --------- | ------ | ------------ |
| 1     | Mercedes-Benz Stadium | 8 de diciembre de 2018   | Portland Timbers | 2-0       | Final  | 73.019       |
| 2     | Mercedes-Benz Stadium | 15 de julio de 2018      | Seattle Sounders | 1-1       | 20     | 72.243       |
| 3     | Mercedes-Benz Stadium | 11 de marzo de 2018      | D.C. United      | 3-1       | 1      | 72.035       |
| 4     | Mercedes-Benz Stadium | 22 de septiembre de 2018 | Real Salt Lake   | 2-0       | 30     | 72.017       |
| 5     | Mercedes-Benz Stadium | 30 de junio de 2018      | Orlando City     | 4-0       | 18     | 71.932       |

## Datos del club

### Major League Soccer
| Temporada | PJ | PG | PE | PP | GF | GC | Dif. | Puntos | Posición   | Play-Offs     |
| --------- | -- | -- | -- | -- | -- | -- | ---- | ------ | ---------- | ------------- |
| 2017      | 34 | 15 | 10 | 9  | 70 | 40 | +30  | 55     | 4° (Este)  | Primera Ronda |
| 2018      | 34 | 21 | 6  | 7  | 70 | 44 | +26  | 69     | 2° (Este)  | Campeón       |
| 2019      | 34 | 18 | 4  | 12 | 58 | 43 | +15  | 58     | 2° (Este)  | Semifinalista |
| 2020      | 23 | 6  | 4  | 13 | 23 | 30 | -7   | 22     | 12° (Este) | No clasificó  |
| 2021      | 34 | 13 | 12 | 9  | 45 | 37 | +8   | 55     | 5° (Este)  | Primera Ronda |
| 2022      | 34 | 10 | 10 | 14 | 48 | 54 | -6   | 40     | 11° (Este) | No clasificó  |
| 2023      | 34 | 13 | 12 | 9  | 66 | 53 | +13  | 51     | 6° (Este)  | No clasificó  |

### Lamar Hunt U.S. Open Cup
| Temporada | PJ | PG | PE | PP | GF | GC | Dif. | Puntos | Posición            |
| --------- | -- | -- | -- | -- | -- | -- | ---- | ------ | ------------------- |
| 2017      | 2  | 1  | 0  | 1  | 5  | 5  | 0    | 3      | Octavos de Final    |
| 2018      | 2  | 1  | 0  | 1  | 3  | 1  | +2   | 3      | Octavos de Final    |
| 2019      | 5  | 5  | 0  | 0  | 12 | 4  | +8   | 15     | Campeón             |
| 2020      | -  | -  | -  | -  | -  | -  | -    | -      | Cancelado COVID-19. |
| 2021      | -  | -  | -  | -  | -  | -  | -    | -      | Cancelado COVID-19. |
| 2022      | 2  | 1  | 0  | 1  | 8  | 3  | +5   | 3      | Cuarta Ronda        |
| 2023      | 1  | 0  | 0  | 1  | 1  | 2  | -1   | 0      | 3* Ronda            |

### Liga de Campeones de la Concacaf
| Temporada | PJ | PG | PE | PP | GF               | GC | Dif. | Puntos | Posición         |
| --------- | -- | -- | -- | -- | ---------------- | -- | ---- | ------ | ---------------- |
| 2019      | 4  | 2  | 0  | 2  | 6                | 6  | 0    | 6      | Cuartos de Final |
| 2020      | 4  | 2  | +1 | 7  | Cuartos de Final |    |      |        |                  |
| 2021      | 4  | 2  | 1  | 1  | 3                | 4  | -1   | 7      | Cuartos de Final |
| 2022      | 0  | 0  | 0  | 0  | 0                | 0  | 0    | -      | No clasificó     |
| 2023      | 0  | 0  | 0  | 0  | 0                | 0  | 0    | -      | No clasificó     |

- Temporadas en la Major League Soccer: 5 (2017-presente)
- Mejor posición en temporada regular: 2.º (2018)
- Mayores goleadas conseguidas:
  - De local:
    - 7-0 a New England Revolution en 2017.

  - De visitante:
    - 6-1 a Minnesota United en 2017.
- Mejor racha de partidos ganados consecutivamente: 5 (abril-mayo de 2019).
- Mejor racha de partidos ganados consecutivamente de local: 6 (abril-junio de 2019).
- Mejor racha de partidos sin perder: 8 (agosto-septiembre de 2017, marzo-mayo de 2018).
- Mejor racha de partidos sin perder de local: 12 (mayo-septiembre de 2017).
- Máximo goleador:  Josef Martínez (111).
- Más partidos disputados:  Brad Guzan (225).

## Jugadores

### Más apariciones en club
- Actualizado al 30 de diciembre de 2024.

| # | Jugador          | Años      | MLS | Playoffs | U.S. Open Cup | Internacional | Total |
| - | ---------------- | --------- | --- | -------- | ------------- | ------------- | ----- |
| 1 | Brad Guzan       | 2017–     | 199 | 18       | 4             | 13            | 234   |
| 2 | Brooks Lennon    | 2019–     | 146 | 6        | 5             | 10            | 167   |
| 3 | Josef Martínez   | 2017–2023 | 134 | 10       | 3             | 11            | 158   |
| 4 | Miles Robinson   | 2017–2024 | 123 | 6        | 9             | 12            | 150   |
| 5 | Jeff Larentowicz | 2017–2021 | 113 | 8        | 3             | 8             | 132   |

### Máximos goleadores

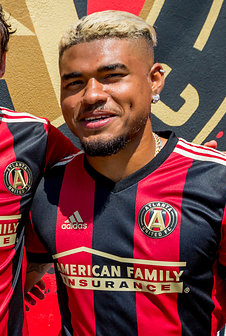
Josef Martínez, goleador histórico del club.

- Actualizado al 30 de diciembre de 2024.

| # | Jugador              | Años      | MLS | Playoffs | U.S. Open Cup | Internacional | Total |
| - | -------------------- | --------- | --- | -------- | ------------- | ------------- | ----- |
| 1 | Josef Martínez       | 2017–2023 | 98  | 5        | 2             | 6             | 111   |
| 2 | Thiago Almada        | 2022–2024 | 23  | 1        | 1             | 1             | 26    |
| 3 | Georgios Giakoumakis | 2023–2024 | 22  | 2        | 0             | 0             | 24    |
| 4 | Miguel Almirón       | 2017–2018 | 21  | 1        | 0             | 0             | 22    |
| 4 | Héctor Villalba      | 2017–2019 | 21  | 1        | 0             | 0             | 22    |

### Fichajes más caros
| Lugar | Nombre              | Procedencia      | Año  | Costo          |
| ----- | ------------------- | ---------------- | ---- | -------------- |
| 1     | Emmanuel Latte Lath | Middlesbrough FC | 2025 | $21.2 Millones |
| 2     | Thiago Almada       | Vélez            | 2012 | $14.5 Millones |
| 3     | Gonzalo Martínez    | River Plate      | 2019 | $14.5 Millones |
| 4     | Esequiel Barco      | Independiente    | 2018 | $12.2 Millones |
| 5     | Aleksey Miranchuk   | Atalanta         | 2024 | $12 Millones   |

### Ventas más caras
| Lugar | Nombre           | Destino          | Año  | Costo          |
| ----- | ---------------- | ---------------- | ---- | -------------- |
| 1     | Miguel Almirón   | Newcastle United | 2019 | $24 Millones   |
| 2     | Thiago Almada    | Botafogo         | 2024 | $19.5 Millones |
| 3     | Gonzalo Martínez | Al-Nassr         | 2020 | $16 Millones   |
| 4     | Caleb Wiley      | Chelsea          | 2024 | $10.1 Millones |
| 5     | Esequiel Barco   | River Plate      | 2024 | $10 Millones   |

### Capitanes
| Jugadores         | Años      |
| ----------------- | --------- |
| Michael Parkhurst | 2017–2019 |
| Brad Guzan        | 2019–     |

### Dorsales retirados
- 17 – Aficionados.[36]

## Presidentes

### Cronología de los presidentes
- Darren Eales (2014-2022)
- Garth Lagerway (2022-presente)

## Entrenadores

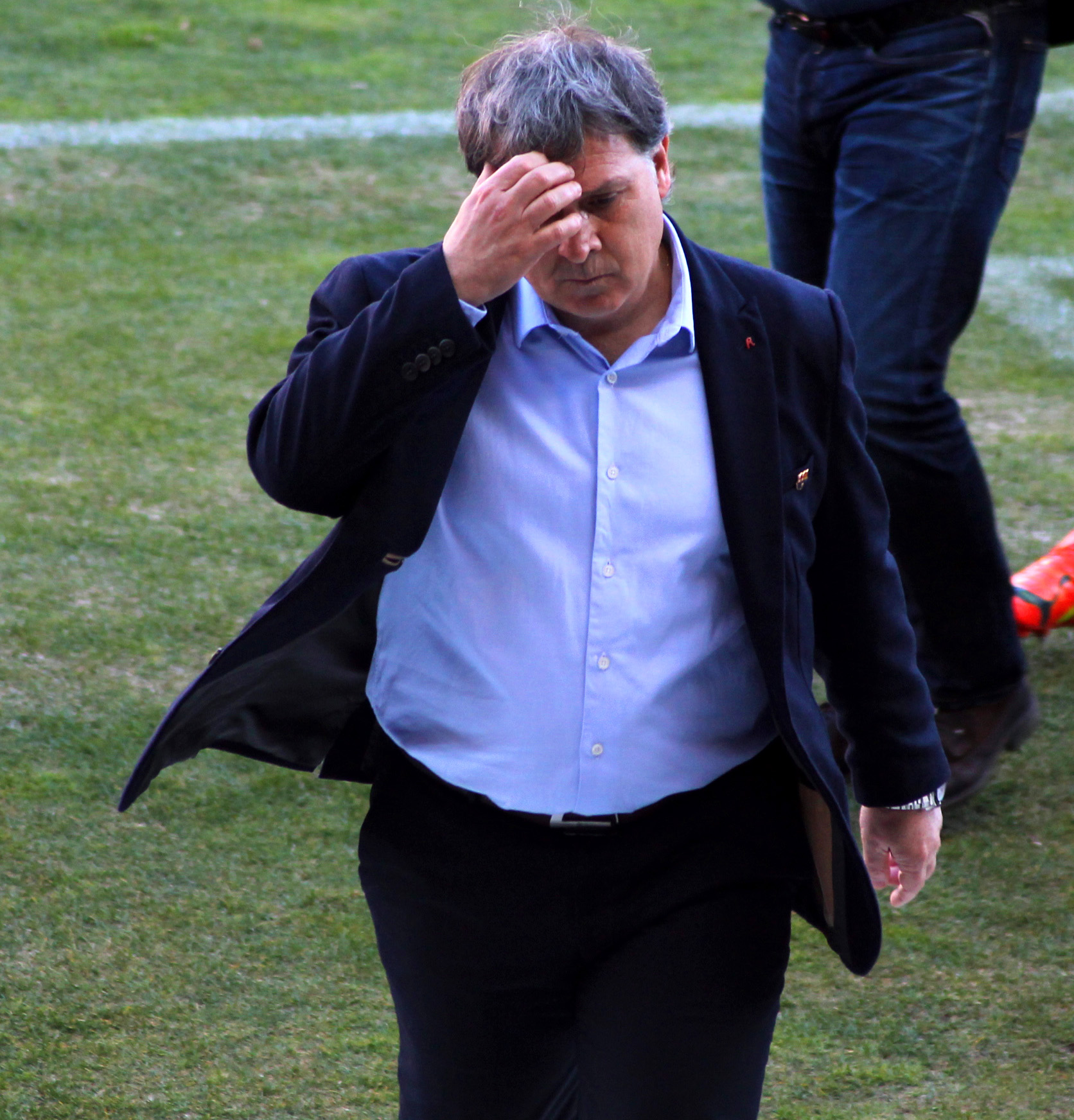
Gerardo Martino, el primer entrenador en la historia del equipo.

### Cronología de entrenadores
| Jugador                  | Años          |
| ------------------------ | ------------- |
| Gerardo Martino          | 2016–2018     |
| Frank de Boer            | 2018–2020     |
| Stephen Glass (interino) | 2020          |
| Gabriel Heinze           | 2020–2021     |
| Rob Valentino (interino) | 2021          |
| Gonzalo Pineda           | 2021–2024     |
| Rob Valentino (interino) | 2024          |
| Ronny Deila              | 2024-presente |

### Entrenador del Año de la MLS
| Nombre          | Año  |
| --------------- | ---- |
| Gerardo Martino | 2018 |

## Palmarés

### Torneos nacionales (3)
| Competición nacional                 | Títulos | Subcampeonatos |
| ------------------------------------ | ------- | -------------- |
| Major League Soccer (1/0)            | 2018.   |                |
| Conferencia del Este de la MLS (1/0) | 2018.   |                |
| Lamar Hunt U.S. Open Cup (1/0)       | 2019.   |                |

### Torneos amistosos (1)
| Competición internacional | Títulos | Subcampeonatos |
| ------------------------- | ------- | -------------- |
| Campeones Cup (1/0)       | 2019    |                |

## Categorías inferiores

### Atlanta United II
Conjunto filial que debutó en la temporada 2018 en la United Soccer League de Estados Unidos. La filial jugó de local en su primera temporada en el estadio Coolray Field, del Condado de Gwinnett, Georgia, que cuenta con una capacidad de 10.427 espectadores. En el 2019 pasaron la localía para el Fifth Third Bank Stadium, estadio de Kennesaw State University, de 10.500 espectadores. El primer entrenador de dicho equipo es Scott Donnelly. En su primera temporada el filial finalizó en la decimocuarta posición en la conferencia este de la USL, y el goleador del equipo fue el irlandés Jon Gallagher con 6 tantos.